# Nancy Contreras
Pour les articles homonymes, voir Contreras.
Contreras  Reyes est un nom espagnol. Le premier nom de famille, en général paternel, est Contreras ; le second, en général maternel, souvent omis, est Reyes.
Nancy Contreras Reyes, née le 20 janvier 1978 à Zacatecas, est une pistarde mexicaine. Spécialiste du 500 mètres sur piste, elle a été championne du monde de la discipline en 2001.

## Palmarès

### Jeux olympiques
- Atlanta 1996
  - Éliminée en qualifications de la vitesse individuelle[1].

- Athènes 2004
  - 8e du 500 mètres[2].

### Championnats du monde
- Bogota 1995
  - 7e du 500 mètres[3].
  - 18e de la vitesse individuelle[4].
- Bordeaux 1998
  - 14e du 500 mètres[5].
- Berlin 1999
  - 11e du 500 mètres[6].
- Manchester 2000
  - 6e du 500 mètres[7].
- Anvers 2001
  -  Championne du monde du 500 mètres[8].
  - 19e de la vitesse individuelle[9].
- Ballerup 2002
  -  Médaillée d'argent du 500 mètres[10].
  - 9e du keirin[11] (éliminée au repêchage du premier tour[12]).
- Stuttgart 2003
  -  Médaillée d'argent du 500 mètres[13].
  -  Médaillée de bronze de la vitesse[14] (éliminée en demi-finale[15]).
- Melbourne 2004
  - 9e du 500 mètres[16].
  - 20e de la vitesse (éliminé au tour qualificatif)[17].
- Los Angeles 2005
  - 15e du 500 mètres[18].

### Coupe du monde
- 1999
  - 2e du 500 mètres à Mexico

- 2000
  - Classement général du 500 mètres

- 2002
  - 2e du 500 mètres à Monterrey
  - 3e du 500 mètres à Sydney

- 2003
  - Classement général du 500 mètres
  - 1re du 500 mètres à Sydney
  - 1re de la vitesse à Sydney

### Championnats panaméricains
- Mar del Plata 2005
  -  Médaillée d'argent du 500 mètres

- Valencia 2007
  -  Médaillée de bronze du keirin
  - 4e du 500 mètres[19].
  - 4e de la vitesse individuelle[20].
  - 4e de la vitesse par équipes[21].

- México 2009
  - 4e de la poursuite par équipes[22].
  - 13e de la course scratch[23].

- Aguascalientes 2010
  -  Médaillée de bronze du 500 mètres
  -  Médaillée de bronze de la vitesse par équipes

### Jeux panaméricains
- Mar del Plata 1995
  -  Médaillée de bronze de la vitesse

- Winnipeg 1999
  -  Médaillée d'argent du 500 mètres

- Guadalajara 2011
  -  Médaillée de bronze de la vitesse par équipes

### Jeux d'Amérique centrale et des Caraïbes
- Maracaibo 1998
  -  Médaillée d'or du 500 mètres Disqualifiée pour dopage[24]
- San Salvador 2002
  -  Médaillée d'or du 500 mètres
  -  Médaillée d'argent de la vitesse
  -  Médaillée de bronze du keirin
- Carthagène des Indes 2006
  -  Médaillée d'argent du 500 mètres
  -  Médaillée de bronze de la vitesse
  -  Médaillée de bronze du keirin
- Mayagüez 2010
  -  Médaillée de bronze de la vitesse par équipes
  -  Médaillée de bronze du  keirin
  -  Médaillée de bronze du 500 mètres